# Yoni Appelbaum
Yoni Appelbaum es un historiador y periodista estadounidense. Se desempeña como editor principal de política en The Atlantic. Anteriormente fue columnista de la publicación.

## Biografía

### Primeros años
Es hijo de Diana Muir Karter y el Dr. Paul S. Appelbaum. Nació en 1979 o 1980. Tiene dos hermanos: Binyamin Appelbaum y Avigail Appelbaum. Su abuelo es el ingeniero nuclear Peter Karter. Su tía es la empresaria Trish Karter. Se crio en Newton, Massachusetts, y se graduó de la Escuela Maimónides en Brookline, Massachusetts. Tiene una licenciatura magna cum laude por la Universidad de Columbia (2003) y un doctorado en historia por la Universidad Brandeis (2014).

### Carrera
Antes de trasladarse a The Atlantic, enseñó en la Universidad de Harvard. El trabajo académico de Appelbaum se centró en lo que él ha llamado en broma la "edad gremial", el republicanismo asociativo de finales del siglo XIX, una era en la que organizaciones de membresía masiva como los Caballeros de Pythias, Chicago Lumber Exchange y la Unión Cristiana de Mujeres por la Templanza eran central en la política nacional.
En la edición de marzo de 2019 de The Atlantic, escribió un artículo extenso defendiendo el juicio político contra el presidente Donald Trump. Según Margaret Sullivan en The Washington Post, el ensayo de Appelbaum es el artículo que "movió... el juicio político, casi tabú en la cobertura de Trump por parte de los grandes medios,..., de los márgenes a la corriente principal, a través del espectro periodismo".

### Vida personal
En 2004, se casó con Emily Pressman de Wilmington, Delaware, en una ceremonia judía en la Universidad de Columbia. Habían estado saliendo desde que estaban en la universidad y Pressman es un año menor que Appelbaum. Ellos tienen dos hijos.